# Морозов, Георгий Георгиевич
Георгий Георгиевич Морозов (1880, Бирск — 1934, Таганрог) — государственный и партийный работник. Участник 3 революций, революционер, революционного подпольного движения. Член РКП(б) с 1903 года.

## Биография
Родился в 1880 году в Бирске в семье сапожника.
Работал в Казани на строительстве железнодорожной ветки на Саткинский завод. В 1900 году приехал в Челябинск, работал на станции «Челябинск» в Сиб. депо. В 1917-18 годах — член Совета, руководитель военной секции, член городской думы, организатор отрядов Красной гвардии.
В ноябре 1917 года член Военно-революционного комитета. Как комиссар военного отряда железнодорожников участвовал в подавлении мятежа атамана А. И. Дутова. В 1918 году был делегатом 3-го Всероссийского съезда Советов, член президиума Челябинского Совета, руководитель секции призрения. В 1919 году работал в губернском ревтрибунале. Был 1-м начальником Челябинской губернской милиции, председателем Челябинского уездного исполкома. В 1923 году — председатель губернского суда.
Умер в 1934 году в Таганроге.

## Цитаты
- «Во время боев с чехами погиб соратник деда по оружию. Когда мятеж был подавлен и красные вернулись в Челябинск, были обнаружены документы охранки. Из них явствовало, что погибший служил осведомителем. Списки предателей публиковались в газетах. Дед решительно воспротивился упоминанию в них фамилии погибшего, у которого осталось четверо детей. Дед доказывал, что прежде всего надо подумать о детях: погибший заплатил за своё предательство кровью на стороне красных — дети его должны жить с сознанием, что их отец герой, а не предатель. Поскольку с мнением деда считались, он добился своего. И еще деталь: до седых волос дед единоборствовал с учебником русской грамматики. Освоив в совершенстве политграмоту, он стыдился, что писал с ошибками. Мне вовсе не хочется заниматься перекладыванием вины. Но в последней четверти XX века, когда торжество насилия стало буднями нашего мира, не лишне вспомнить, что все имеет своё начало. И с людей, провозвестивших (еще в XIX веке — Бакунин, Нечаев, Ткачев и другие) осознанную необходимость насилия для воцарения всеобщего счастья и тем освободивших от угрызений совести по этому поводу,— с ведающих, что творят, — спросится за жизнь жертв за искалеченные души поверивших им. А потом деда перевели в Уфу директором алебастрового заводика. Ему припомнили, что некогда, после гражданской войны, в двадцатые годы, он примкнул к „рабочей оппозиции“. Это действительно было, ибо в то время он увидел злоупотребления новой власти, за которую так беззаветно боролся. Это обстоятельство становилось все более зловещим и заставило его, больного раком легких и горла, разъезжать по гостям, а по сути, быть „в бегах“. Участие в „рабочей оппозиции“ говорит в пользу деда. Значит, он пытался что-то исправить в общей судьбе и выпрямить несколько кривизну своего пути. Но было — поздно. Спустя годы Валентин рассказал мне, что перед смертью дедушка прохрипел: „Зря мы все это затеяли. Хуже стало“» — Нелли Морозова.

## Память
- В Челябинске именем Георгия Морозова названа одна из улиц.

## Семья
- Морозова, Вера Георгиевна (1903—1991) — дочь, российский скульптор.
- Моррисон, Александр Платонович — зять, журналист, редактор газеты «Таганрогская правда».
- Морозова, Нелли Александровна (1924—2015) — внучка, редактор, киносценарист.
- Бахнов, Владлен Ефимович (1924—1994) — зять, поэт, журналист, драматург, сценарист.
- Бахнов, Леонид Владленович (1948) — правнук, российский филолог, прозаик, критик[2].